# Štěpán Radoslav
Štěpán Radoslav (srbsky Стефан Радослав, Stefan Radoslav, někdy pouze Radoslav, okolo 1192 – po 1234), syn velkého srbského župana a později krále Stefana I. z rodu Nemanjićů a jeho první ženy Eudokie, dcery byzantského císaře Alexia III. Angela, byl srbským králem v letech 1227/1228–1233/1234.

## Život za dědovy a otcovy vlády
Radoslav se narodil okolo roku 1190 jako prvorozený syn prostředního ze synů velkého srbského župana Stefana Nemanji, Stefana, a jeho první choti, byzantské princezny Eudokie (Evdokije) Angeliny. Roku 1196 Radoslavův děd Stefan Nemanja abdikoval ve prospěch Radoslavova otce, Stefana Nemanjiće (1196–1202, 1203–1227/8). Roku 1202 byl Stefan Nemanjić sesazen svým starším bratrem Vukanem, ale již r. 1203 dobyl trůn zpět. V této době se také rozvedli Radoslavovi rodiče – Eudokia se odebrala do Konstantinopole, kde se znovu provdala. Stefan se znovu oženil r. 1216/1217 s vnučkou benátského dóžete Enrica Dandola Annou a roku 1217 získal od papeže královskou korunu (Stefan I. Prvověnčani).

## Králem
Král Stefan zemřel 24. září roku 1227/1228 ve věku asi šedesáti let. Na trůn usedl Stefanův prvorozený potomek Radoslav, kterému byla patrně ještě za otcova života s pomocí jeho strýce, arcibiskupa Sávy, sehnána žena, dcera epirského despoty Theodora, který tehdy stanul na vrcholu moci. Králem Srbska byl sice Radoslav, ale vůdčí osobností byl i nadále arcibiskup Sáva, který se navíc ještě snažil zabraňovat v rozbrojích mezi králem Radoslavem a jeho bratrem Vladislavem. Radoslavova popularita značně slábla, protože jeho manželka byla v zemi velmi neoblíbená. Králova pozice byla ještě více oslabena roku 1230, kdy byl jeho tchán Theodoros v bitvě u Klokotnice drtivě poražen a zajat bulharským carem Ivanem Asenem II. Výsledek této bitvy „vlil krev do žil“ Radoslavovu bratru Vladislavovi a také srbské šlechtě, která nebyla s Radoslavovou slabou vládou spokojena. Napětí vyvrcholilo roku 1234, kdy byl Radoslav domácí opozicí sesazen a jeho bratr Vladislav korunován Sávou na krále jako Stefan Vladislav I. O dalším Radoslavově osudu nic nevíme.